# Harald Paulsen

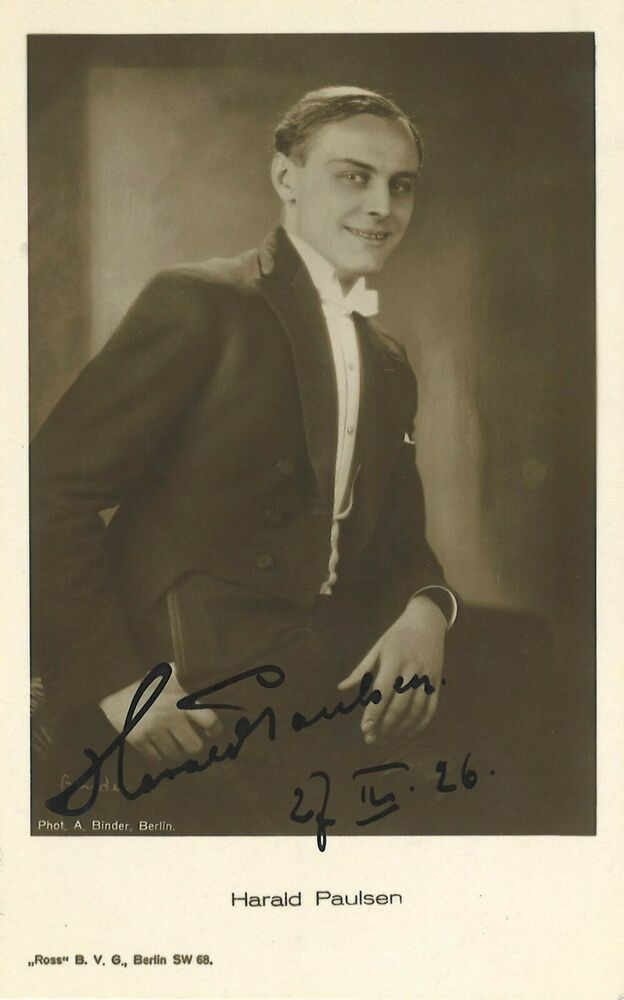
Paulsen, etwa 1925

Harald Johannes David Paulsen (* 26. August 1895 in Elmshorn; † 4. August 1954 in Hamburg) war ein deutscher Theater- und Filmschauspieler und Regisseur.

## Leben

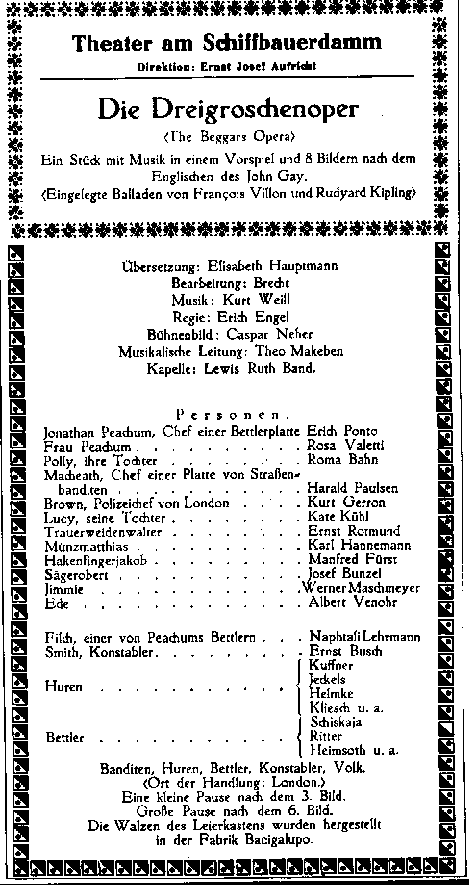
Harald Paulsen als Mackie Messer in Dreigroschenoper

Er gab sein Debüt 1913 am Hamburger Stadttheater. Von 1915 bis 1917 war er Kriegsteilnehmer, 1917/18 spielte er am Fronttheater in Mitau. Im Jahr 1919 kam er nach Berlin an das Deutsche Theater.
Aus seiner umfangreichen Theaterarbeit ist vor allem seine Mitwirkung als „Mackie Messer“ an der Uraufführung der Dreigroschenoper zu nennen. Diese Aufführung fand am 31. August 1928 im Berliner Theater am Schiffbauerdamm statt. Damals galt Paulsen als Bert-Brecht-Verehrer. Wenig später, nach der Machtergreifung durch Adolf Hitler, zeigte er sich als glühender Nationalsozialist, der auf der 1.-Mai-Kundgebung in Tempelhof die Hakenkreuzfahne für die Schauspielerfachschaft trug. Er wirkte an mehreren Propaganda- und Hetzfilmen (zum Beispiel Ohm Krüger und Ich klage an) mit. Der Wiener Schauspieler Rolf Kutschera berichtete in seinen Memoiren davon, dass Paulsen unter seinen Kollegen als Denunziant berüchtigt war.
Am 1. März 1938 beauftragte Joseph Goebbels Harald Paulsen mit der Intendanz des zu diesem Zeitpunkt aus der Volksbühne herausgelösten Theater am Nollendorfplatz in Berlin, wo damals hauptsächlich Operetten aufgeführt wurden. Er führte auch Regie und übernahm Gesangspartien. Bis 1945 leitete er das Theater. Paulsen stand 1944 in der Gottbegnadeten-Liste des Reichsministeriums für Volksaufklärung und Propaganda.
Paulsen wirkte in über 20 Stummfilmen mit. In über 90 Tonfilmen machte er sich vor allem als Schnellsprecher einen Namen. Es gibt Gesangsaufnahmen mit Harald Paulsen, auch von der Dreigroschenoper.
Harald Paulsen erlag am 4. August 1954 mit nur 58 Jahren im Allgemeinen Krankenhaus in Altona den Folgen eines Schlaganfalls. Beigesetzt wurde er auf dem Katholischen Friedhof in Elmshorn. Sein Sohn Uwe Paulsen (1944–2014) lebte als Schauspieler, Kabarettist und Synchronsprecher in Berlin.
Sein schriftlicher Nachlass befindet sich im Archiv der Akademie der Künste in Berlin.

## Filmografie (Auswahl)
- 1920: Genuine
- 1922: Graf Festenberg
- 1924: Mensch gegen Mensch
- 1925: Das Abenteuer der Sybille Brant
- 1925: Schatten der Weltstadt
- 1926: Die Abenteuer eines Zehnmarkscheines
- 1928: Flitterwochen
- 1930: Alraune
- 1931: Die Koffer des Herrn O. F.
- 1931: Mein Leopold
- 1932: Der große Bluff
- 1932: Unheimliche Geschichten
- 1932: Tausend für eine Nacht
- 1934: Kannst Du pfeifen, Johanna
- 1935: Frischer Wind aus Kanada
- 1935: Unter vier Augen
- 1935: Traumulus
- 1935: Sie und die Drei
- 1936: Wenn wir alle Engel wären
- 1937: IA in Oberbayern
- 1937: Der Herrscher
- 1938: Heiratsschwindler
- 1938: Die fromme Lüge
- 1938: Mordsache Holm
- 1938: Eine Frau kommt in die Tropen (nur Regie)
- 1939: Die Stimme aus dem Äther (nur Regie)
- 1939: Wir tanzen um die Welt
- 1940: Stern von Rio
- 1940: Die gute Sieben
- 1940: Die 3 Codonas
- 1940: Bismarck
- 1941: Ohm Krüger
- 1941: Ich klage an
- 1942: Meine Frau Teresa
- 1942: Die Sache mit Styx
- 1942: Altes Herz wird wieder jung
- 1942: Symphonie eines Lebens
- 1943: Die goldene Spinne
- 1943: Herr Sanders lebt gefährlich
- 1944/48: Intimitäten
- 1944/49: Ruf an das Gewissen
- 1945: Der Fall Molander (unvollendet)
- 1945: Shiva  und die Galgenblume (unvollendet)
- 1949: Gesucht wird Majora
- 1950: Die tödlichen Träume
- 1950: Dreizehn unter einem Hut
- 1950: Sensation im Savoy
- 1950: Der Fall Rabanser
- 1950: Meine Nichte Susanne
- 1951: Professor Nachtfalter
- 1951: Primanerinnen
- 1951: Sensation in San Remo
- 1951: Die Dame in Schwarz
- 1951: Falschmünzer am Werk
- 1952: Das letzte Rezept
- 1952: Klettermaxe
- 1952: Liebe im Finanzamt
- 1952: Einmal am Rhein
- 1953: Die kleine Stadt will schlafen gehn
- 1953: Das Nachtgespenst
- 1953: Briefträger Müller
- 1954: Sanatorium total verrückt
- 1954: Die schöne Müllerin
- 1954: Der treue Husar
- 1954: Der Zigeunerbaron